# Eurozonen
Eurozonen (også kaldt Euroland, euroområdet eller eurosystemet) er et fællesnavn for det område som består af de lande som har dannet en møntunion og dermed indført euroen som valuta. Den Europæiske Centralbank er ansvarlig for pengepolitikken indenfor euroområdet.
Euroen blev skabt som elektronisk valuta på de finansielle markeder allerede i 1999, men blev først indført som fysisk valuta i 2002. De tolv EU-lande som da deltog i eurosamarbejdet, udgjorde den oprindelige eurozone. Samtidig med dem indførte også mikrostaterne Monaco, San Marino og Vatikanstaten euroen som valuta gennem specielle valutaaftaler. I praksis gik også Andorra, Kosovo og Montenegro over til den nye valuta.
Siden da er området blevet udvidet til at omfatte Slovenien (fra 2007), Cypern og Malta (2008), Slovakiet (2009), Estland (2011), Letland (2014), Litauen (2015) og Kroatien (2023). Antallet af EU-lande indenfor eurozonen er dermed tyve.
Principielt er det meningen, at alle EU-lande skal indgå i eurozonen på længere sigt, undtagen Danmark, som fra starten blevet undtaget fra denne regel. Storbritannien havde en tilsvarende undtagelse, mens landet var medlem af EU. Dog er det en forudsætning for at indføre euroen, at de såkaldte konvergenskriterier er opfyldt. Disse indeholder bl.a. et krav om, at et land først skal være medlem af fastkurssamarbejdet i den såkaldte ERM II i mindst to år. Da medlemskab heraf er frivilligt. kan et EU-land, der ikke ønsker at indføre euroen, på denne måde undgå medlemskab. Det er relevant for Sverige, hvor en folkeafstemning i 2003 afviste at udskifte svenske kronor med euro.
Ifølge Verdensbanken udgjorde eurozonen i 2016 verdens tredjestørste økonomi efter USA og Kina, målt efter købekraftskorrigeret BNP.

## Udbredelse

### Officielle medlemslande
Euroområdet blev dannet da euroen blev skabt 1. januar 1999. Valutaen blev først indført elektronisk i de elleve af EU's daværende femten medlemsstater som ønskede at indtræde og samtidig opfyldte de såkaldte konvergenskriterier.
Grækenland, som var en af de EU-stater som først ikke kvalificerede sig til eurozonen, sluttede sig til området 1. januar 2001 eftersom landet da blev anset for at opfylde konvergenskriterierne.
Et år senere, 1. januar 2002, blev euroen indført som fysisk valuta; det var nu muligt at handle med eurosedler og euromønter. Overgangen indebar at over 300 millioner mennesker på en og samme tid skiftede valuta. Det var nu eksempelvis muligt for en tysker at handle i en fransk forretning uden at måtte veksle valuta.
Siden 2002 har indtil videre yderligere syv EU-medlemslande indført euroen. Slovenien indførte euroen som valuta 1. januar 2007 som det første land efter de oprindelige tolv eurolande. Cypern og Malta gik over til euroen 1. januar 2008. Slovakiet indførte euroen 1. januar 2009 efter en beslutning fattet af euroområdets finansministre den 8. juli 2008. Den 1. januar 2011 gik Estland over til euroen, den 1. januar 2014 fulgte Letland, og den 1. januar 2015 fulgte Litauen trop.
|                      | Stat                 | Folketal    | Areal         | Kode | Tidligere valuta    | Vekselkurs | Bundet siden | Indførelse af euro | Budgetbalance | Statsgæld |
| -------------------- | -------------------- | ----------- | ------------- | ---- | ------------------- | ---------- | ------------ | ------------------ | ------------- | --------- |
| Belgien              | Belgien              | 10.584.534  | 30.528 km²    | BEF  | Belgisk franc       | 40,33990   | 1998-12-31   | 1999-01-01         | -0,2 %        | 84,9 %    |
| Cypern               | Cypern               | 784.301     | 9.250 km²     | CYP  | Cypriotisk pund     | 0,585274   | 2007-07-10   | 2008-01-01         | +3,3 %        | 59,8 %    |
| Estland              | Estland              | 1.324.333   | 45.226 km²    | EEK  | Estisk krone        | 15,64660   | 2004-06-28   | 2011-01-01         | +2,8 %        | 3,4 %     |
| Finland              | Finland, inkl. Åland | 5.301.992   | 338.145 km²   | FIM  | Finsk mark          | 5,945730   | 1998-12-31   | 1999-01-01         | +5,3 %        | 35,4 %    |
| Frankrig             | Frankrig             | 61.538.322  | 551.695 km²   | FRF  | Fransk franc        | 6,559570   | 1998-12-31   | 1999-01-01         | -2,7 %        | 64,2 %    |
| Grækenland           | Grækenland           | 10.964.021  | 131.940 km²   | GRD  | Græsk drakme        | 340,7500   | 2000-06-19   | 2001-01-01         | -2,8 %        | 94,5 %    |
| Holland              | Holland              | 16.491.461  | 41.526 km²    | NLG  | Nederlandsk gylden  | 2,203710   | 1998-12-31   | 1999-01-01         | +0,4 %        | 45,4 %    |
| Irland               | Irland               | 4.062.235   | 70.273 km²    | IEP  | Irsk pund           | 0,787564   | 1998-12-31   | 1999-01-01         | +0,3 %        | 25,4 %    |
| Italien              | Italien              | 58.133.509  | 301.230 km²   | ITL  | Italiensk lira      | 1936,270   | 1998-12-31   | 1999-01-01         | -1,9 %        | 104,0 %   |
| Kroatien             | Kroatien             | 3.888.529   | 56.594 km²    | HRK  | Kroatisk kuna       | 7,53450    | 2022-07-12   | 2023-01-01         |               |           |
| Letland              | Letland              | 2.307.000   | 64.589 km²    | LVL  | Lettisk lats        | 0,702804   | 2005-01-01   | 2014-01-01         |               |           |
| Litauen              | Litauen              | 2.944.000   | 65.200 km²    | LTL  | Litauiske litas     | 3,4528     | 2002-02-02   | 2015-01-01         | -1,2 %        | 17,3 %    |
| Luxembourg           | Luxembourg           | 465.000     | 2.586 km²     | LUF  | Luxembourgske franc | 40,33990   | 1998-12-31   | 1999-01-01         | +2,9 %        | 6,8 %     |
| Malta                | Malta                | 400.214     | 316 km²       | MTL  | Maltesisk lira      | 0,429300   | 2007-07-10   | 2008-01-01         | -1,8 %        | 62,6 %    |
| Portugal             | Portugal             | 10.605.870  | 92.391 km²    | PTE  | Portugisisk escudo  | 200,4820   | 1998-12-31   | 1999-01-01         | -2,6 %        | 63,6 %    |
| Slovakiet            | Slovakiet            | 5.439.448   | 48.845 km²    | SKK  | Slovakisk koruna    | 30,12600   | 2008-07-08   | 2009-01-01         | -2,2 %        | 29,4 %    |
| Slovenien            | Slovenien            | 2.010.347   | 20.273 km²    | SIT  | Slovensk tolar      | 239,6400   | 2006-07-11   | 2007-01-01         | -0,1 %        | 24,1 %    |
| Spanien              | Spanien              | 45.120.000  | 504.782 km²   | ESP  | Spansk peseta       | 166,3860   | 1998-12-31   | 1999-01-01         | +2,2 %        | 36,2 %    |
| Tyskland             | Tyskland             | 82.422.299  | 356.974 km²   | DEM  | Tysk mark           | 1,955830   | 1998-12-31   | 1999-01-01         | ±0,0 %        | 65,0 %    |
| Østrig               | Østrig               | 8.192.880   | 83.858 km²    | ATS  | Østrigsk schilling  | 13,76030   | 1998-12-31   | 1999-01-01         | -0,5 %        | 59,1 %    |
| Den Europæiske Union | Euroområdet          | 323.840.766 | 2.629.838 km² | EUR  | Europæisk euro      | 1,000000   | 1998-12-31   | 1999-01-01         |               |           |

### Områder med specialstatus
Der findes flere territorier som tilhører et af de ovenfor nævnte eurolande, men som til trods for det ikke benytter den fælles valuta. Disse områder inkluderer de franske territorier Fransk Polynesien, Ny Kaledonien og Wallis og Futuna (som alle ligger udenfor Europa og benytter CFP-franc), den italienske enklave Campione d'Italia og den tyske enklave Büsingen am Hochrhein i Schweiz (som benytter schweiziske franc) samt de nederlandske udenomeuropæiske territorier Aruba, Curaçao og Sint Maarten (som bruger lokale valutaer).
Desuden bruges euroen ikke i Nordcypern, som de facto er en selvstændig stat. Nordcypern er ikke anerkendt som en suveræn stat af EU, men anses af EU for at være en del af Cypern, som er blevet okkuperet af Tyrkiet. Nordcypern benytter tyrkiske lira.
Ud over disse områder findes der to andre specialtilfælde. Disse to områder er de britiske militærbaser Akrotiri og Dhekelia på Cypern, som benytter euroen til trods for at Storbritannien ikke gør det. Dette er fordi Cypern har haft euro siden 1. januar 2008.

### Andre lande med euro
Foruden de officielle eurolande benyttes euroen også officielt i Andorra, Monaco, San Marino og Vatikanstaten, selvom de ikke er medlemmer af EU. Landene producerer egne euromønter med egne nationale symboler på bagsiden. Disse lande har nemlig specielle valutaaftaler med EU om at benytte euroen som officielt betalingsmiddel.
Montenegro og Kosovo, der tidligere de facto benyttede sig af tyske mark, anvender også euro i dag. Hverken Montenegro eller Kosovo har dog nogen formel aftale med EU om brugen af euroen.

### Lande med valuta bundet til euroen
Der findes flere valutaer som er bundet til euroen via en form for fastkurspolitik. Det drejer sig dels om tre europæiske lande (Bosnien-Hercegovina samt EU-medlemmerne Danmark og Bulgarien), dels om en række tidligere europæiske kolonier i først og fremmest Afrika. For Bosnien-Hercegovinas og Bulgariens vedkommende sker bindingen i form af et såkaldt currency board, mens de øvrige valutaer betjener sig af en mere konventionel fastkurspolitik. For Danmarks vedkommende er fastkurspolitikken reguleret indenfor rammerne af ERM II-samarbejdet og indebærer, at kursen kan fluktuere indenfor et bånd med afvigelser på op til 2,25 % af centralkursen. Danmarks Nationalbank er forpligtet til at forsøge at holde kronekursen indenfor dette interval ved hjælp af valutahandel og evt. ændringer i de pengepolitiske renter. De øvrige fastkursarrangementer i tabellen accepterer ikke nogen afvigelser fra centralkursen.
For de fleste valutaer i tabellen gælder, at de tidligere havde et fast kursforhold til en af de valutaer, som blev afløst af euroen (primært den franske franc eller den tyske mark), og derfor overførte denne fastkurspolitik til euroen ved indførelsen heraf i 1999.

## EU-medlemmer uden euro
I princippet skal alle EU's medlemsstater på et tidspunkt indført euroen som betalingsmiddel og dermed afskaffe deres nationale valuta, bortset fra Danmark, som fik en officiel undtagelse fra denne regel i Maastricht-traktaten. (Storbritannien havde en tilsvarende undtagelse i traktaten, men har siden forladt EU helt.) Indførelse af euroen forudsætter dog, at det pågældende land opfylder konvergenskriterierne. Et af disse konvergenskriterier er to års forudgående medlemskab af fastkurssamarbejdet ERM II. Da deltagelse i ERM II er frivillig, kan de EU-lande, der endnu ikke har indført euroen, dermed også i praksis opretholde deres egen valuta, så længe de ønsker det, ved ikke at indtræde i dette samarbejde. Sverige, hvor en folkeafstemning om euroen i 2003 resulterede i et nej til at afskaffe den svenske krone som selvstændig valuta, har således ingen planer om at indføre euroen og undgår at opfylde konvergenskriterierne ved at lade den svenske krone flyde i forhold til euroen og i stedet føre pengepolitik efter en inflationsmålsætning, hvilket er uforeneligt med et fastkursforhold.
Hver medlemsstat, som er forpligtet til at indføre euroen, men endnu ikke har gjort det, skal sætte en dato for euroovergang ifølge EU's regler. Flere lande har udskudt datoen, og nogle lande har ikke i dag sat nogen dato, selvom de planlægger at indføre euro på et ikke nærmere fastsat tidspunkt.
Udover Danmark og Sverige er der seks EU-lande, der fortsat opretholder deres egen valuta: Polen, Tjekkiet, Ungarn, Bulgarien, Rumænien og Kroatien. Af disse fører Polen, Tjekkiet, Ungarn og Rumænien ligesom Sverige pengepolitik efter et selvstændigt inflationsmål, Bulgarien har som nævnt ovenfor fastlåst sin valutakurs til euroen via et såkaldt currency board, og Kroatiens pengepolitik følger en såkaldt "styret flydende" (engelsk: managed floating) valutakurs, der udgør en mellemting mellem en fastkurs- og en frit flydende valutakurs.
For Danmarks vedkommende kan den danske regering på et fremtidigt tidspunkt beslutte, at en eventuel dansk euro-indførelse er aktuel, såfremt Danmark opfylder konvergenskriterierne. I Danmark har der regelmæssigt været gennemført meningsmålinger om spørgsmålet siden folkeafstemningen i 2000 op til årene efter finanskrisen. Her viste målingerne i starten af finanskrisen et flertal for ØMU-medlemskab, men siden foråret 2010 har de vist et flertal mod medlemskab. I marts 2014 var der således 17 % af de adspurgte, der ønskede at indføre euroen i Danmark, mens godt 52 % var imod. Godt 17 % svarede "måske ja" og 11 % "måske nej".
EU-Kommissionen gennemfører regelmæssigt opinionsundersøgelser om forholdet til euroen i de syv medlemslande, der principielt er forpligtet til at indføre euroen på et tidspunkt. I april 2017 var der ifølge disse meningsmålinger et relativt flertal for indførelse af euroen i Rumænien (64 % mod 30 %), Ungarn (57 % mod 39 %), Kroatien (52 % mod 43 %) og Bulgarien (50 % mod 45%). I de tre øvrige lande var størsteparten af de adspurgte imod at indføre euroen som valuta, nemlig 70 % mod 29 % i Tjekkiet, 62 % mod 35 % i Sverige og 55 % mod 43 % i Polen.
|           | Stat      | Folketal   | Areal       | Kode | Nuværende valuta | Centralkurs | Bundet siden | Måldato                         | Budgetbalance | Statsgæld |
| --------- | --------- | ---------- | ----------- | ---- | ---------------- | ----------- | ------------ | ------------------------------- | ------------- | --------- |
| Bulgarien | Bulgarien | 7.385.367  | 110.910 km² | BGN  | Bulgarsk lev     | 1,955830    | 1999-01-01   |                                 | +3,4 %        | 18,2 %    |
| Danmark   | Danmark   | 5.475.791  | 43.094 km²  | DKK  | Dansk krone      | 7,460380    | 1999-01-01   | ingen planer om at indføre euro | +3,9 %        | 30,0 %    |
| Polen     | Polen     | 38.536.869 | 312.685 km² | PLN  | Polsk złoty      |             |              |                                 | -2,0 %        | 45,2 %    |
| Rumænien  | Rumænien  | 22.303.552 | 238.391 km² | RON  | Rumænsk leu      |             |              |                                 | -2,5 %        | 13,0 %    |
| Sverige   | Sverige   | 9.179.731  | 449.964 km² | SEK  | Svensk krone     |             |              | ingen planer om at indføre euro | +3,5 %        | 40,6 %    |
| Tjekkiet  | Tjekkiet  | 10.235.455 | 78.866 km²  | CZK  | Tjekkisk koruna  |             |              |                                 | -1,6 %        | 28,7 %    |
| Ungarn    | Ungarn    | 9.981.334  | 93.030 km²  | HUF  | Ungarsk forint   |             |              |                                 | -5,5 %        | 66,0 %    |

### Medlemskab af ERM II
Et af konvergenskravene, som skal være opfyldt, for at et EU-land kan indføre euroen som valuta, er, at landet skal have været medlem af EU's fastkurssamarbejde ERM II i mindst to år forinden og dermed overholde de officielle udsvingsmarginer i denne valutakursmekanisme i mindst to år. Før 1999 havde et tilsvarende krav gjaldt for de oprindelige eurolande i form af medlemskab af forgængeren ERM. Alle de otte medlemslande, der har indført euroen efter 1999, har dermed været medlemmer af ERM II i mindst to år forinden. Derudover er Danmark som det eneste EU-land i øjeblikket medlem af ERM II. Danmark er samtidig det eneste land, der har været medlem af ERM II i hele denne mekanismes levetid, altså siden 1. januar 1999. Enkelte gange siden den danske folkeafstemning om indførelse af euroen i 2000 har spørgsmålet om fuldt dansk medlemskab af ØMUen været på tale. Kort efter folketingsvalget den 13. november 2007 annoncerede den daværende statsminister Anders Fogh Rasmussen således, at en ny folkeafstemning ville blive afholdt i løbet af den indeværende valgperiode. Det kom dog ikke til at ske, og i dag er den almindelige forventning, at en eventuel ny dansk folkeafstemning ligger et stykke ud i fremtiden. Hvis Danmark nogensinde tilknytter sig valutasamarbejdet, kommer Grønland og Færøerne, som ikke er med i EU, men tilhører Rigsfællesskabet, sandsynligvis til at afholde egne folkeafstemninger om en tilknytning.

### Andre lande
I kølvandet på finanskrisen blev der ført en diskussion på Island om at indføre euroen på baggrund af de problemer med ustabilitet, som man oplevede med den islandske krone under krisen. EU udtalte ved den lejlighed, at man ikke støttede overgang til euroen hos lande, der ikke var EU-medlemmer. Spørgsmålet er senere blevet uaktuelt i takt med, at krisen er drevet over.

## Konvergenskriterierne
Nye EU-lande pålægges at slutte sig til ØMUen en gang i fremtiden, når de træder ind i EU, men de skal opfylde visse krav for at opnå tilladelse til at indføre den europæiske valuta. Disse krav kaldes for konvergenskriterier. Kravenes formål er at skabe et økonomisk homogent valutaområde i eurozonen. Kravene vedrører landenes inflation, offentlige saldo, offentlige gæld, renteniveauer og valutakursforhold.
Hvert andet år præsenterer EU-Kommissionen en konvergensrapport, hvori der redegøres for, hvordan de pågældende EU-lande opfylder kriterierne. Et land kan kræve "prøvning" mellem de ordinære rapporter, noget eksempelvis Cypern og Malta gjorde i foråret 2007.
EU-kommissionen rapporterer konklusionerne i sine konvergensrapporter til Rådet for Den Europæiske Union. Hvis et land opfylder konvergenskriterierne, beslutter eurozonens finansministre almindeligvis i juni, om det aktuelle land skal indføre euroen eller ikke fra og med 1. januar næste år. Også den europæiske centralbank deltager i processen med konvergensrapporterne.

## Inflation
I tabellen nedenfor vises inflationen i eurozonen fra 1997 og frem.
| År             | 1997 | 1998 | 1999 | 2000 | 2001 | 2002 | 2003 | 2004 | 2005 | 2006 | 2007 | 2008 | 2009 | 2010 | 2011 | 2012 | 2013 | 2014 | 2015 | 2016 | 2017 |
| -------------- | ---- | ---- | ---- | ---- | ---- | ---- | ---- | ---- | ---- | ---- | ---- | ---- | ---- | ---- | ---- | ---- | ---- | ---- | ---- | ---- | ---- |
| Inflationsrate | 1,6  | 1,1  | 1,1  | 2,1  | 2,3  | 2,2  | 2,1  | 2,1  | 2,2  | 2,2  | 2,1  | 3,3  | 0,3  | 1,6  | 2,7  | 2,5  | 1,4  | 0,4  | 0,0  | 0,2  | 1,5  |

## Kritik af euroen
Euroen og eurozonens konstruktion er blevet kritiseret af flere økonomer for ikke at være holdbar i længden. En af manglerne ved eurozonen er, at de enkelte lande ikke har mulighed for at kunne føre deres egen pengepolitik, som er et naturligt resultat af at få en fælles møntfod. I andre lande som USA vil de regioner, som har en positiv handelsbalance så sende en del af deres overskud gennem handlen til de regioner, som har en negativ handelsbalance. Dette bliver dog ikke gjort i eurozonen. Som resultat af dette har lande som Tyskland og Danmark meget store overskud på handelsbalancen, fordi industrierne i disse lande er mere konkurrencedygtige end flere af sydens lande. Her er der i stedet indsat grænser for, hvor stort et underskud de forskellige lande må have, som ikke ændrer at nogle lande har et stort handelsunderskud. De lande med handelsunderskud kan ikke devaluere på grund af eurosamarbejdet, som de kunne, før de var en del af eurozonen. Derfor vil landene ikke kunne slippe af med deres handelsunderskud, uden at deres industrier bliver bedre. Dette sørger for, at det kun er for nogle lande, at det er en fordel at være en del af eurozonen med hensyn til handelsbalancen.
Derudover er den europæiske central bank tvunget til kun at føre en slags pengepolitik. Den pengepolitik, som der er brug for, er forskellig fra region til region i eurozonen. Syden har længe haft brug for en ekspansiv pengepolitik, fordi økonomierne er i lavkonjunktur, mens Norden og Centraleuropa i større grad kan siges ud fra konventionel økonomisk teori brug for kontraktivfinanspolitik, så økonomierne ikke overopheder. Men begge dele kan ikke gøres på samme tid, efter landene er blevet en del af eurozonen. i 2019 er den korte rente næsten negativ. Det gøres for at sparke gang i økonomien i syden. Dette kan dog blive problematisk, når der kommer en ny økonomisk krise, da man så ikke kan sænke renten længere for at få gang i økonomien.